# Melanie Owen
Melanie Jane "Mel" Healy (apellido de soltera Healy, anteriormente: Owen & Beale) es un personaje ficticio de la serie de televisión británica EastEnders, interpretada por la actriz Tamzin Outhwaite del 19 de octubre de 1998 hasta el 12 de abril de 2002. Después de 16 años lejos, el 9 de enero del 2018 Tamzin regresó a la serie como parte del elenco principal.

## Biografía
Mel tenía un pasado problemático: era dueña de un negocio que quebró, fue abusada por un ex-novio y no tenía contacto con su familia. Antes de reunirse con su hermano Alex Healy, un vicario y su padre, Jeff en Waldford en octubre de 1998 Mel viajaba por las Islas Griegas.